# Harry Cohen
Harry Michael Cohen, född 10 december 1949 i Hackney, är en brittisk Labourpolitiker. Han var parlamentsledamot för valkretsen Leyton and Wanstead från valet 1983 till 2010 och är medlem av Socialist Campaign Group.